# Wagner-Taján dúo
Wagner-Taján dúo es un grupo folclórico compuesto por Octavio "Tato" Taján y Vilma Wagner, formado en 2000 en La Plata, provincia de Buenos Aires (Argentina), aunque son oriundos de otras ciudades (Octavio es de Cipolletti y Vilma de Azul).

## Historia
Octavio "Tato" Taján es guitarrista. Vilma Wagner es pianista. Además, ambos son cantantes, arregladores y compositores. Se conocieron cursando carreras de música en la Faculta de Bellas Artes de la Universidad Nacional de La Plata (actualmente Facultad de Artes), durante el 2000. Inmediatamente conformaron  el dúo. En 2002 ganaron el Certamen de Nuevos Valores Pre Cosquín como Mejor Conjunto Vocal Instrumental. A partir de ese año fueron convocados varias veces para formar parte de la programación del Festival Nacional de Folklore de Cosquín (Córdoba). Si bien, su formación base es el dúo, en ocasiones incluyen a Omar Gómez (bajo) y Pablo Vignati (batería y percusión). Tanto Octavio como Vilma, además de ser reconocidos por su actividad con el dúo, ambos poseen una destacada trayectoria como docentes e investigadores en el ámbito de la música popular. Durante 2020 iniciaron una serie de recitales por todo el país celebrando sus 20 años de formación.

## Actividades más importantes
En 2001 y 2002 participaron del Pre Cosquín. En ambas ocasiones llegaron a la final ganándola en 2002. En 2012 participaron del ciclo "Músicas de Provincia". En 2013 representaron a la Argentina en el Festival "Caros hermanos", en San Pablo (Brasil). En 2015 participaron del programa "Música Interior", coordinado por Liliana Herrero y Juan Falú. En 2017 participaron del "Encuentro nacional de Músicos" en Rosario (Santa Fe).

## Discografía
2006 - Alma Redonda
2010 - Piedra Lunar
2019 - Dos